# Puccinia variabilis
Puccinia variabilis Grev. – gatunek grzybów z rodziny rdzowatych (Pucciniaceae). Grzyb mikroskopijny pasożytujący na roślinach z rodzaju mniszek (Taraxacum). Wywołuje u nich chorobę o nazwie rdza.

## Systematyka i nazewnictwo
Pozycja w klasyfikacji według Index Fungorum: Puccinia, Pucciniaceae, Pucciniales, Incertae sedis, Pucciniomycetes, Pucciniomycotina, Basidiomycota, Fungi.
Synonimy:

- Aecidium grevillei Grove 1885
- Aecidium taraxaci Grev. 1824
- Dicaeoma insperatum (H.S. Jacks.) Arthur 1921
- Dicaeoma variabile (Grev.) Kuntze 1898
- Puccinia insperata H.S. Jacks. 1918
- Puccinia variabilis var. insperata (H.S. Jacks.) Cummins 1977

## Cykl życiowyi morfologia
Pasożyt jednodomowy i wąski monofag, którego jedynym znanym żywicielem są niektóre gatunki mniszka. Rdza niepełnocyklowa, wytwarzająca ecja, uredinia i telia.
Ecja w małych grupkach w obrębie plam, głównie na górnej powierzchni liści. Uredinia w rozproszeniu na obydwu stronach liści, ale głównie na dolnej. Są żółtobrązowe, grudkowate, koliste, o wymiarach 0,09–0,1 × 0,3–0,4 mm. Urediniospory jajowate do prawie kulistych, bladobrązowe do żółtobrązowych, o wymiarach 17–26 × 23–28 μm (średnio 22 × 26 μm), z 2–3 porami rostkowymi. Powierzchnia drobnokolczasta, ściana o grubości 1–2 μm, trzonek hialinowy, nietrwały. Teliospory dwukomórkowe, elipsoidalne do jajowatych, na obydwu końcach zaokrąglone, nieco zwężone na przegrodzie. Mają kszatanowobrązową barwę, wymiary 19–26 × (23–) 25–36 μm (średnio 24 × 32 μm); ścianę o grubości 1,5–3 μm, powierzchnię drobnobrodawkowatą, prawie gładką, 2 pory rostkowe z hialinową brodawką i hialinowy trzonek o wymiarach 7–9 × 17–35 μm.

## Występowanie i siedlisko
Podano liczne stanowiska w Ameryce Północnej (USA i Kanada), w Europie, na Nowej Zelandii i w niektórych rejonach Azji (Pakistan).
Wśród jego żywicieli znane są tylko trzy gatunki mniszka: mniszek błotny (Taraxacum palustre), mniszek pospolity (Taraxacum vulgaris) i Taraxacum silvestris.